# Parascolopsis townsendi
Parascolopsis townsendi är en fiskart som beskrevs av Boulenger, 1901. Parascolopsis townsendi ingår i släktet Parascolopsis och familjen Nemipteridae. Inga underarter finns listade i Catalogue of Life.